# Switłana Friszko
Switłana Wałentyniwna Friszko, ukr. Світлана Валентинівна Фрішко (ur. 15 marca 1976 w Odessie, Ukraińska SRR) – ukraińska piłkarka, grająca na pozycji napastnika, wielokrotna reprezentantka Ukrainy.

## Kariera piłkarska

### Kariera klubowa
W 1988 rozpoczęła zawodową karierę klubową w seniorskiej drużynie Prymoreć Odessa. Potem występowała w klubach Niwa Grodno, Dynamo Kijów, Doneczczanka, Łada Togliatti, Codru Kiszyniów, Metalist Charków, Spartak Moskwa, Nadieżda Nogińsk, SKA Rostów nad Donem, Żytłobud-1 Charków, Illicziwka Mariupol, Czornomoroczka Odessa, Pantery Humań, Torpedoczka Mikołajów i Mariupolczanka/ŻFK Mariupol.

### Kariera reprezentacyjna
30 czerwca 1992 roku zadebiutowała w seniorskiej kadrze narodowej w meczu przeciwko Mołdawii. Uczestniczka Mistrzostw Europy w Piłce Nożnej Kobiet 2009.